# Tossal de Boada
El Tossal de Boada és una muntanya de 439 metres que es troba al municipi d'Alòs de Balaguer, a la comarca catalana de la Noguera.
Al cim podem trobar-hi un vèrtex geodèsic (referència 260102001).